# Cyriaci-Kapelle (Nordhausen)

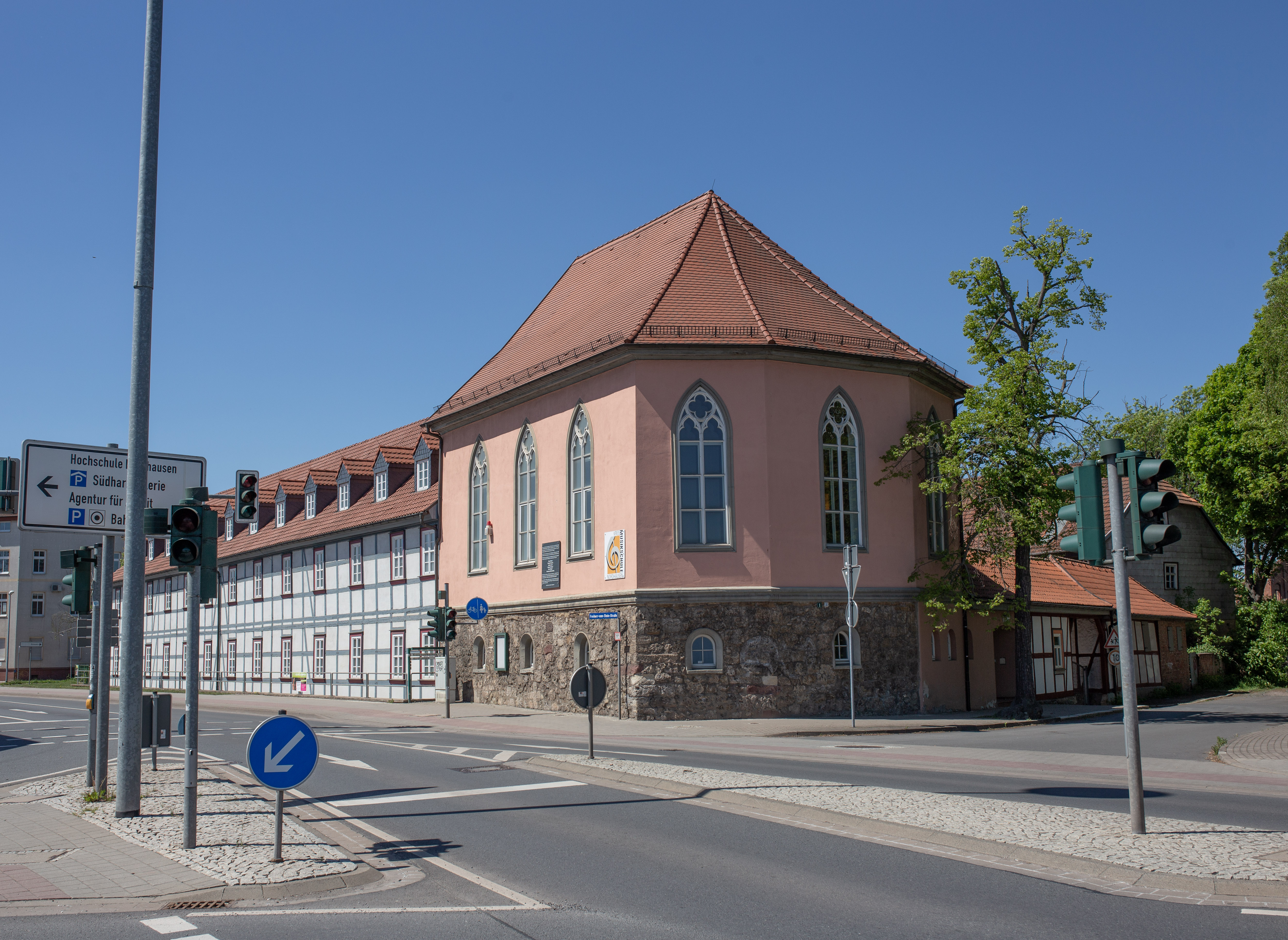
Cyriaci-Kapelle von der Freiherr-vom-Stein-Straße gesehen

Die Cyriaci-Kapelle ist eine profanierte ehemalige Hospitalkapelle in der Stadt Nordhausen im Landkreis Nordhausen in Thüringen.

## Geschichte
Angesichts der im 13. Jahrhundert in Europa vermehrt auftretenden Infektionskrankheiten, insbesondere Lepra, baute die Stadt Nordhausen zusätzlich zum vorhandenen Hospital St. Georg ein Leprosorium. 1280 stiftete Hertwig von Ellrich das Hospital, das rund 300 m außerhalb der Stadtmauer am jenseitigen Zorgeufer errichtet und Siechhof, auch Siechenhof, genannt wurde. Die zugehörige Kapelle wurde 1281 bis 1284 gebaut, nachdem Erzbischof Werner von Mainz den Bau am 23. Januar 1281 genehmigt hatte, und am 20. November 1284 dem Hl. Cyriacus und Johannes dem Täufer geweiht. In einigen Urkunden ist auch der Hl. Georg als Patron erwähnt. Am 7. März 1287 und nochmals 1289 wurde der Gemeinde Ablass gewährt. Am 18. November 1289 sprach Erzbischof Gerhard von Mainz Hertwig von Ellrich das erbliche Patronat über die Kapelle zu. Vermutlich wurde der Siechhof auch während der Pestepidemien des 14. und 15. Jahrhunderts genutzt.
Im Spätmittelalter wurden die Hospitäler St. Martini und St. Elisabeth errichtet, so dass der Siechhof nicht mehr als Hospital notwendig war, sondern ab 1788 nach Erneuerung des Nordflügels als Altenheim genutzt werden konnte.
Während der Napoleonischen Kriege diente der Siechhof von 1806 bis 1815 als Lazarett und sein Friedhof als Verbandsplatz. Erst 1820 wurde der Hospitalbetrieb wieder aufgenommen.
Der Südflügel wurde 1822–1824 neu errichtet und am 3. August 1825 als städtisches Krankenhaus eingeweiht. 1823 wurde die Kapelle wegen Baufälligkeit abgerissen, jedoch schon 1845–1846 als neugotischer, im halben Achteck geschlossener Saalbau wieder aufgebaut und am 20. September 1846 eingeweiht. Dazu wurden Ausstattungsstücke und Baumaterial der 1833 abgerissenen Kirche St. Martini verwendet. Im Jahr 1867 wurde die Kapelle zeitweise als Krankensaal verwendet. Die kleine Pfarrei von St. Cyriaci wurde 1912 aufgehoben.

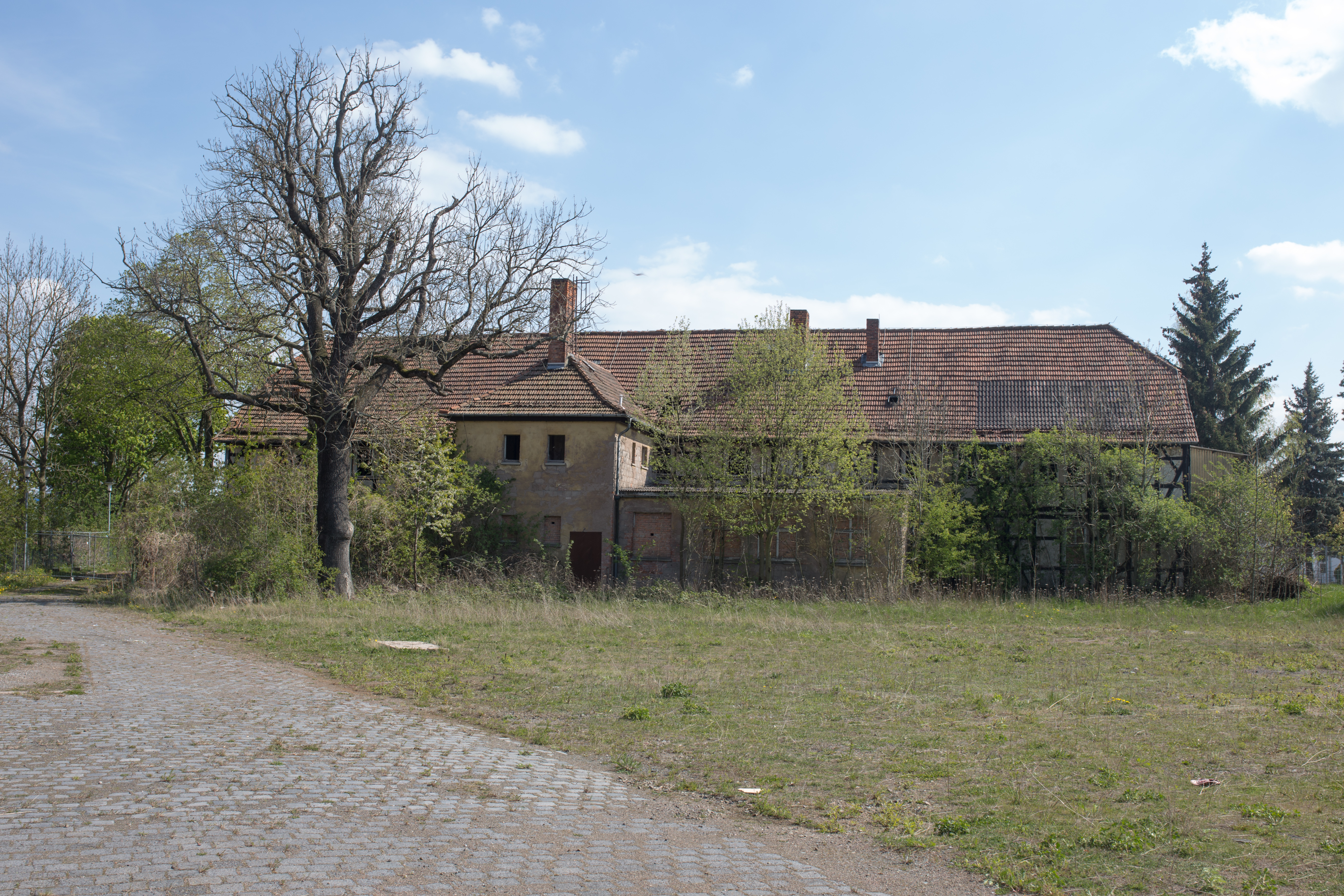
Siechenhof (2017)

Während der Zeit des Nationalsozialismus nutzten SA und Polizei den Siechhof zur Festsetzung von Juden aus Nordhausen und den Dörfern der Umgebung, bevor diese nach Polen oder ins KZ Buchenwald abtransportiert wurden.
Nachdem der Siechhof bis 1991 als Altenheim genutzt wurde, erfolgte eine umfangreiche Sanierung von Süd- und Westflügel mit dem Ziel, die Räumlichkeiten der Musikschule des Landkreises Nordhausen zur Verfügung zu stellen. Diese bezog 1995 ihr neues Domizil.
1997 wurde die Cyriaci-Kapelle als Konzertsaal grundhaft saniert und am 5. September 1997 eröffnet. Wegen ihrer guten Akustik finden zahlreiche Konzerte – vorwiegend Kammermusik und Jazz – im Kapellenraum statt.

## Hospitalgebäude
Die Anlage ist um einen Innenhof (einen sogenannten Vierseithof) zentriert. Der Westflügel diente als Verwaltungsgebäude und wurde circa 1735 errichtet. Als Pfarrhaus diente der Nordflügel, der einer Inschrift zufolge am 14. November 1788 fertiggestellt wurde. Ab 1825 wurde er auch als Arbeitshaus genutzt. In dem 1822–1825 errichteten Südflügel, der im Osten in die Kapelle übergeht, befand sich das Krankenhaus. Ebenfalls an die Kapelle grenzt der Ostflügel, der für wirtschaftliche Zwecke genutzt wurde. 1887 wurden in ihm zwei Glocken verwahrt, die sich möglicherweise im Dachreiter der 1823 abgerissenen Kapelle befunden hatten.

## Sühnekreuze
Während des Baus der Kapelle wurden in die Außenwände Steinkreuze eingemauert. Ihre genaue Anzahl ist nicht bekannt, Stadtchronist Bohne schreibt 1701 von acht Kreuzen aus „rothen sandigten Steinen“, Friedrich Christian Lesser berichtet 1740 von sieben Kreuzen. Eins dieser Kreuze zeigte einst das Relief eines Priesters im Messgewand mit einem Kelch in der rechten Hand. Der Sage nach stehen die Kreuze für acht Personen, die während einer im Freien gehaltenen Messe in den Fluten Zorge, ertrunken seien.

## Kunstgegenstände
- Die Glocken, die sich 1887 im Ostflügel befunden hatten, sind heute nicht mehr auffindbar.
- Die Epitaphien der Kirche St. Martini wurden vor deren Abriss sichergestellt und in die Cyriaci-Kapelle gebracht. Es handelt sich um die Epitaphien von:

1. Den Brüdern Simon († 141[…]) und Johannes Segemund († 1442),
2. Heinrich von Werther (1325–1. September 1397), Ratsmeister zwischen 1356 und 1368.
3. Hermann von Werther dem Älteren (1350–21. Juni 1395), Sohn von 2.,
4. Hermann von Werther dem Jüngeren (Sohn von 3., * 1390),
5. Katharina von Werther († 23. April 1397),
6. Heinrich Urbach dem Älteren († 1397),
7. Heinrich Urbach († 4. Oktober 1394),
8. Jakob von Immenhausen († 23. April 1395) und
9. Heinrich Salemer (1320 Bürgermeister von Nordhausen, † 19. November 1396).
- Ebenfalls aus der Kirche St. Martini stammte ein 2,30 Meter breiter bestickter gotischer Tischteppich aus der ersten Hälfte des 16. Jahrhunderts. Er wurde als Fußteppich genutzt, bevor er dann in das städtische Museum überführt wurde. Er besteht aus vier quadratischen roten und dunkelblauen Tuchstücken, umgeben von einer schwarzen Borte. In Stielstich sind seidene Ornamente, Rankengeschlinge, Wappen und Drachen aufgestickt.

## Orgel
Eine einmanualige mechanische Knauf-Orgel, deren Baujahr auf 1870 geschätzt wird, wurde nach der Wende demontiert und eingelagert.  Sie besaß folgende Disposition:
| I Hauptwerk C– |                |    |
| 1.             | Bordun         | 8′ |
| 2.             | Viola di Gamba | 8′ |
| 3.             | Prinzipal      | 4′ |
| 4.             | Doppelflöte    | 4′ |
| 5.             | Oktave         | 2′ |

| Pedal C– |             |     |
| 6.       | Bordun      | 16′ |
| 7.       | Violoncello | 8′  |

- Koppeln: I/P

Aktuell ist die Musikschule, die die Kapelle nutzt, in Besitz einer ebenfalls einmanualigen Orgel mit Pedal.

## Pfarrstelle
Eine eigene Pfarrstelle bestand von 1830 bis 1909.
| Name                           | Zeit      |
| ------------------------------ | --------- |
| Christian Friedrich Blau       | 1830–1833 |
| Johann Friedrich August Knorr  | 1833–1841 |
| Carl Eduard Burchardi          | 1842–1848 |
| Friedrich Wilhelm Sonderhoff   | 1849–1852 |
| Andreas Gottfried Zimmermann   | 1852–1868 |
| Johann Robert Hillig           | 1869–1870 |
| Carl Emil Rübesame             | 1872–1876 |
| Moritz Ludolf Kühnemund        | 1877–1892 |
| Paul Richard Raack             | 1893–1896 |
| Friedrich Albert Gewalt        | 1896–1900 |
| Johann Karl Richard Sachtleben | 1902–1907 |
| Faul Emil Richard Uding        | 1907–1909 |

1909 wurde die Pfarrstelle aufgelöst und ging in die 2. Pfarrstelle der Kirche St. Nikolai über.